# Smith Glacier (glaciär i Antarktis)
Smith Glacier är en glaciär i Antarktis. Den ligger i Västantarktis. Inget land gör anspråk på området. Smith Glacier ligger 75 meter över havet.
Terrängen runt Smith Glacier är platt. Trakten är obefolkad. Det finns inga samhällen i närheten.